# Nam Kee

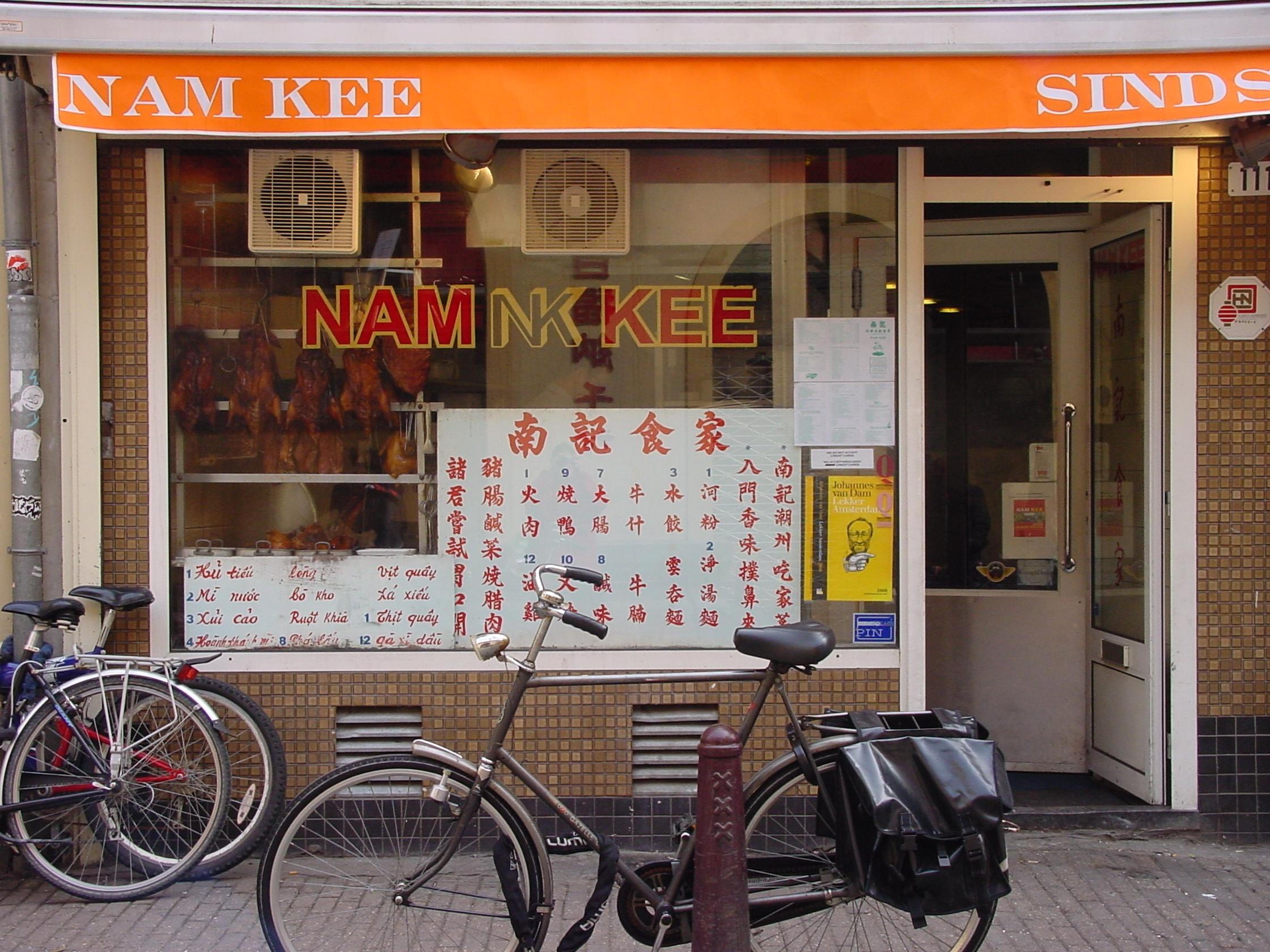
Nam Kee Chinatown aan de Zeedijk in Amsterdam

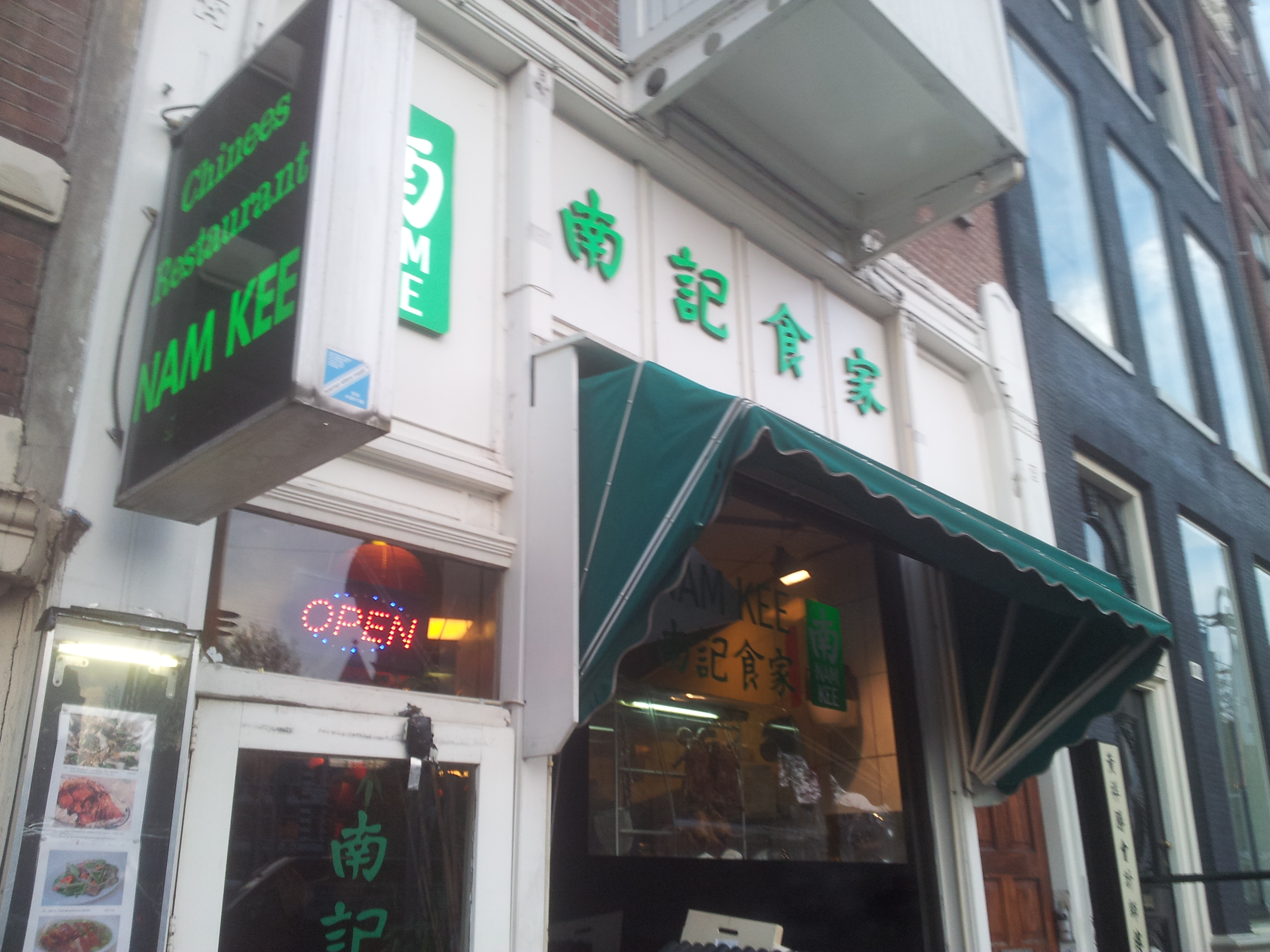
Nam Kee Nieuwmarkt aan de Geldersekade in Amsterdam

Nam Kee is een keten van drie Chinese restaurants in Amsterdam, Nederland. Het originele restaurant opende aan de Zeedijk in 1981 (tegenwoordig: nr 111-113), gevolgd door restaurants aan de Geldersekade 117 bij de Nieuwmarkt in 1992 en aan het Marie Heinekenplein 4 in 2010. De naam betekent "Vriend Nam" in het Chinees, naar de eigenaar Nam Chan.
Nam Kee wordt bezocht door veel Amsterdammers; bekende Nederlanders als wijlen Rijk de Gooyer en Joop Braakhekke en sterren van Goede tijden, slechte tijden alsmede bankdirecteuren en andere bekende Amsterdammers waren en zijn er kind aan huis.
Nam Kee werd landelijk bekend in Nederland nadat Kees van Beijnum in 2000 zijn boek De Oesters van Nam Kee uitbracht waar twee jaar later ook een film van verscheen.
Het restaurant aan de Zeedijk werd in 2002 door de Keuringsdienst van Waren bekeurd vanwege de slechte hygiëne.
In 2009 werd Nam Kee in een bespreking van The New York Times omschreven als een "city icon".